# Francis Garnier
Francis Garnier (25 luglio 1839 – 21 dicembre 1873) è stato un esploratore francese.

## Biografia
Ufficiale di marina, esplorò, con Ernest Doudart de Lagré (1823-1868), dapprima il bacino del Mekong e successivamente il delta del fiume Rosso (1873). A capo dell'omonima spedizione, venne ucciso dall'Esercito della bandiera nera, un gruppo di banditi reclutati in gran parte fra soldati di etnia zhuang, che nel 1865 attraversarono il confine del Guangxi, in Cina, entrando nel Vietnam settentrionale, allora governato dalla dinastia Nguyễn, e noto soprattutto per i suoi combattimenti contro le forze di invasione francesi, che allora si stavano spostando nel Tonchino.